# Erastus galbanus
Erastus galbanus is een insect uit de orde Phasmatodea en de  familie Phasmatidae. 